# Exor
Exor N.V. je holdingová společnost založená v Nizozemsku, kterou ovládá italská rodina Agnelli prostřednictvím soukromé společnosti Giovanni Agnelli B.V. V roce 2020 zaznamenala tržby přes 146 miliard dolarů, což z ní podle seznamu Fortune Global 500 pro rok 2020 činí 28. největší skupinu na světě podle tržeb. Má za sebou více než stoletou historii investic, mezi něž patří zejména výrobci automobilů a nákladních vozů Stellantis, Ferrari a CNH Industrial, globální zajišťovna PartnerRe, fotbalový tým Juventus F.C. a mezinárodní deník The Economist.